# Mogoșani, Gorj
Mogoșani (cunoscut și sub numele de Mogoșeni) este un sat în comuna Scoarța din județul Gorj, Oltenia, România. Localitatea este atestată documentar din 1480.

## Localizare geografică
Localitatea Mogoșani face parte din comuna Scoarța, aflându-se la limita acesteia cu comuna Săcelu (satul cel mai apropiat din aceasta fiind Hăiești). Este traversat de la nord la sud de râul Blahnița.

## Istoric
Prima atestare documentară datează din anul 1480 ianuarie 18 „Ion Basaraba cel Tânăr voievod și domn, fiul bunului Basarab voievod stăpânind și domnind peste toată Țara Ungrovlahiei, incă și al părților de peste munți, herțeg al Almașului și Făgărașului. A binevoit domnia mea și a dăruit această de față poruncă a domniei mele cinstitului boier al domniei mele, jupân Ticuci și fraților lui, Bran și Radul și Pătru ca să le fie satele anume Bancea și Gilort și Polovragi și Spineni și Budonii și Pârăiani și Scurta și Strâmbătați și Cănești și Brăâști și Curtea lui Vâlcan, pentrucă le sunt vechi ocine. După aceea, iarăși să le fie Mogoșani și Turița, pentrucă au cumpărat Ticuci și frații lui de la Moga, pentru 70 de florini...”
Biserica Ortodoxă din Mogoșani a fost construită în anul 1904 și restaurată în anul 2007. Hramul satului este Sfanta Maria (8 septembrie).
Se spune că actualul lăcaș de cult a fost zidit pe vechile ruine ale unei mănăstiri vechi de sute de ani. Legenda pare a fi valabilă ținând cont de faptul că toți preoții care au slujit la sfânta biserică au citit pomelnicele la 10-15 metri în spatele bisericii, acolo unde se presupune că a fost vechiul altar al mănăstirii. Conform unei alte legende, tot pe teritoriul acestui sat ar fi trăit acei giganți născuți din oameni și îngeri de care pomenesc și miturile biblice. Și această legendă pare a avea un sâmbure de adevăr deoarece mai mulți localnici au găsit pe cursul râului care brăzdează satul oase umane de dimensiuni impresionante, unele având încrustate înscrieri cu caractere repetative. Tot aici se pot găsi la  orice pas urme care demonstrează existența unui ocean sau a unei mări. Există numeroase viețuitoare marine fosilizate care se pot observa cu ușurință în malurile râului Blahnița.

## Drumuri
Localitatea este străbătută de DJ 665C (Crasna/DJ 665 – Dumbrăveni – Buzești – Mogoșani – Colibași /DN 67 – Pojogeni/DN 67B.